# 秋田县立大学短期大学部
秋田县立大学短期大学部（日语：／ Akita-kenritsu Daigaku Tanki Daigakubu *）是过去一所位于日本秋田县南秋田郡大潟村的公立短期大学。前身是秋田县立农业短期大学（日语：／ Akita-kenritsu Nōgyō Tanki Daigaku *）。

## 概要

### 简介
- 学校最早可以追溯到1937年即农业指导员培养所的创立于秋田市[1]。短期大学为于1973年开办、由秋田县。招収男女学生到2005年、停办于2007年[2]

### 历史
- 1973年 秋田县立农业短期大学成立并同时设置四个学科、以下列举。
  - 农业科
  - 畜产科
  - 农业工程学科
  - 农村生活科
- 1983年 三个学科各自变更为、以下列举。
  - 农业科⇒农学科
  - 畜产科⇒畜产学科
  - 农村生活科⇒农村生活学科
- 1999年 改编为秋田县立大学短期大学部。并同时三个学科各自改编为、以下列举。
  - 农学科⇒生物生产学科农学专攻
  - 畜产学科⇒同畜产学专攻
  - 农村生活学科⇒同园艺学专攻
- 2005年 最后一年招生、次年停止招生（正式停办于2007年3月30日[2]）。

## 学校环境
- 校区：在了秋田县南秋田郡大潟村[注 1]

## 历任校长
- 佐藤健吉：第一代短期大学校长[3]。

## 组织

### 学科

#### 秋田县立大学短期大学部
- 农业工程学科
- 生物生产学科
  - 农学专攻
  - 园艺学专攻
  - 畜产学专攻

#### 秋田县立农业短期大学
- 农学科
- 畜产学科
- 农业工程学科
- 农村生活学科

### 专科
| - 没有 |

### 业余课程
| - 没有 |

## 相关链接
- 日本短期大学列表